# Graurückendommel
Die Graurückendommel oder Schieferdommel (Botaurus sturmii, Synonym: Ixobrychus sturmii) ist eine afrikanische Verwandte der Zwergdommel aus der Familie der Reiher.

## Merkmale
Mit einer Körperlänge von 27 bis 30 cm gehört sie zu den kleinsten Reihern. Ihr Federkleid ist oberseits einheitlich schiefergrau. Die Unterseite ist weiß-grau gestreift. Ansonsten ähnelt sie der europäischen Zwergdommel. Schnabel und Beine sind wie bei dieser von gelber Farbe.

## Verbreitung
Die Graurückendommel ist in weiten Teilen Afrikas heimisch. Sie brütet in fast allen afrikanischen Ländern südlich der Sahara von Mauretanien und Äthiopien bis nach Südafrika und fehlt lediglich in Wüsten und Halbwüsten. Der Lebensraum sind Flüsse und Seen mit baumbestandenen Ufern, Sümpfe oder Mangroven.

## Lebensweise
Hauptnahrung der Graurückendommel sind Wasserkäfer und Heuschrecken. Seltener frisst sie kleine Frösche, Fische, Schnecken und Krebstiere. Sie brütet in Bäumen und Sträuchern. Das Nest wird aus trockenen Gräsern in einer Höhe von 50 cm bis 4 m über dem Wasserspiegel errichtet. Drei bis vier Eier werden etwa fünfzehn Tage bebrütet.